# Brisbane International 2013
Das Brisbane International 2013 war der Name eines Tennisturniers der WTA Tour 2013 für Damen sowie eines Tennisturniers der ATP World Tour 2013 für Herren, welche zeitgleich vom 31. Dezember 2012 bis zum 5. Januar 2013 in Brisbane stattfand.

## Herrenturnier
→ Qualifikation: Brisbane International 2013/Herren/Qualifikation

## Damenturnier
→ Qualifikation: Brisbane International 2013/Damen/Qualifikation